# Alto Alegre do Maranhão
Alto Alegre do Maranhão este un oraș în unitatea federativă Maranhão,Brazilia.